# Вірний син (бронепоезд)
Бронепоезд «Вірний син» — бронепоезд вооруженных сил УНР.

## Сведения о бронепоезде
Трофейный бронепоезд, находился в подчинении 4-го дивизиона бронепоездов в августе 1919 года, когда был захвачен армией УНР близ Жмеринки.
Вскоре был направлен на фронт в район Вапнярки для поддержки 3-й дивизии.
13 ноября 1919 вместе с бронепоездом «Месть» отражал наступление Добровольческой армии генерала Деникина на станцию Сербиновка, где получил сильные повреждения и значительные потери в личном составе, после чего был добит вражеской артиллерией.